# Cardiovasculair risicomanagement
Cardiovasculair risicomanagement (CVRM) is de diagnostiek, behandeling en follow-up van risicofactoren voor hart- en vaatziekten (HVZ), inclusief leefstijladvisering en begeleiding bij patiënten met een verhoogd risico op ziekte of sterfte door HVZ.

## Richtlijnen voor CVRM
Door de constante stroom van nieuwe ontwikkelingen op het gebied van CVRM hebben diverse nationale en internationale organisaties besloten de beschikbare wetenschappelijke informatie periodiek te beoordelen en de daaruit voortvloeiende adviezen samen te vatten in een richtlijnendocument. De richtlijnen gaan uit van de gemiddelde patiënt en zijn niet bedoeld als protocol, maar als leidraad. Het kan zijn dat een patiënt dermate afwijkt van het gemiddelde dat de richtlijnen niet op gaan. In Nederland is het daarom voor zorgverleners niet bij wet verplicht de richtlijnen te volgen. Als echter besloten wordt van de richtlijnen af te wijken, wordt het raadzaam geacht dit gedocumenteerd en beargumenteerd te doen.

### De Nederlandse richtlijnen
In Nederland is de Multidisciplinaire richtlijn Cardiovasculair risicomanagement (MDR-CVRM) de algemene maatstaf voor artsen en paramedici. De MDR-CVRM is tegenwoordig gelijk aan de NHG-standaard cardiovasculair risicomanagement. De huidige versie (tweede herziening) uit 2012 beroept zich op de Europese richtlijnen van de European Society of Cardiology (ESC) uit 2007 (Fourth Joint Task Force). en de literatuur die tussen het uitkomen van de vorige versie (2006) van de standaard en begin april 2010 is verschenen. Het is de bedoeling dat een multidisciplinaire commissie de richtlijn om het jaar aan de wetenschappelijke ontwikkelingen zal toetsen. Om de MDR-CVRM begrijpelijker te maken voor patiënten en toepasbaarder te maken voor zorgverleners heeft Platform Vitale Vaten in samenwerking met de Hartstichting de  Zorgstandaard Cardiovasculair Risicomanagement, december 2013 gepubliceerd. Deze bevat twee delen: Deel I - zorgverleners; Deel II - patiëntenversie.

### De Europese richtlijnen
Er zijn twee Europese richtlijnen in omloop die in grote lijnen met elkaar overeenkomen.
- 2016: De richtlijnen van de ESC in samenwerking met andere organisaties (Sixth Joint Task Force).[5]
- 2018: De richtlijnen van de European Society of Hypertension (ESH) en de ESC gezamenlijk.[6]

### De WHO/ISH richtlijnen
De Wereldgezondheidsorganisatie (WHO) en de International Society of Hypertension (ISH) hebben gezamenlijke richtlijnen uitgebracht in 2007. Deze richtlijnen houden ook rekening met landen waar minder economische voorzieningen voor handen zijn.